# Mike Wyatt
William Michael "Mike" Wyatt (Grandfield, 1955 – 5 dicembre 2010) è stato un allenatore di football americano statunitense.
Dopo aver giocato per la squadra universitaria statunitense degli Oklahoma Panhandle State Aggies diventa allenatore di squadre di college e di high school statunitensi, di squadre di club in diversi Paesi europei (Stockholm Nordic Vikings e Rüsselsheim Razorbacks), di una squadra di football a 8 (RiverCity Rage) e della nazionale italiana.
Gli è stato dedicato il campo da gioco delle Aquile Ferrara.

## Palmarès
- 2 Euro Super Bowl (Stockholm Nordic Vikings, 1994, 1995)